# 鲁迅师范学校
鲁迅师范学校（简称“鲁师”）是抗日战争时期中共中央在延安创办的专门培养中小学师资的学校。

## 历史
1935年10月中央红军长征到陕北后，调查到当地文盲遍地，学校太少，知识分子奇缺，全苏区共辖23个县，150万人口，初级高级小学只有120个，文盲占人口总数的99%,小孩大多放羊喂猪干杂活，没有送子女读书的习惯，有人还把教育看作有害无益的负担。1935年冬天，为了迅速培养急需的小学教员，中华苏维埃临时中央政府驻西北办事处教育部协助陕北省教育部在瓦窑堡创办了一所小学教师寒假训练班，徐特立亲自担当训练班的班主任，培养了八十名小学教师。1936年冬，在扫盲夜校的基础上，徐特立创办了扫盲师范，并亲任校长，招收了一批病残战士和地方青年积极分子。1936年10月19日，鲁迅在上海逝世，全国引起轰动。1937年1月13日中共中央由瓦窑堡迁入延安。中华苏维埃临时中央政府驻西北办事处教育部部长徐特立报请中共中央创办一所类似中央苏区的“中央列宁师范学校”。1937年1月30日毛泽东批示：“校名应以‘鲁迅师范’为妥，因为鲁迅是中国文化的旗手，在全国享有盛名，这样有利于团结更多的人抗日；又为了纪念鲁迅先生。”由在教育部工作的王志匀着手筹办学校。1937年2月2日陕甘宁边区政府在延安二道街中华苏维埃临时中央政府驻西北办事处财政部让出的几孔窑洞内创办鲁迅师范学校，校长王志匀。学员是由中央内务部介绍来扫盲班学习的红四方面军连排级不识字的干部，和延安机关送来的几个勤务员，总共23人，实际上是个扫盲班。师生均在中央政府食堂吃饭。不久延安发生粮荒，1937年2月鲁迅师范学校搬到延长，在县中办学。由于西安事变后，红军进驻韩城县，当地抗日气氛高涨，中华民族解放就先锋队快速发展，大批学生青年投奔陕北，很多入学了鲁迅师范学校，其中有杜鹏程。学生发展到8个班360人。开设了师范班。教务主任马肖云，训导主任董耀卿，总务主任傅贵典，党总支书记陈洪忠。3月23日，鲁师在延长县城内附设“干部子弟小学班”和“红军家属扫盲学校”。1938年初干部子弟小学班转入延安干部子弟小学。
1937年10月19日，毛泽东在陕北公学纪念鲁迅逝世周年大会上做《论鲁迅》讲话：“鲁迅在中国的价值，据我看要算是中国的第一等圣人。孔夫子是封建社会的圣人，鲁迅则是现代中国的圣人。我们为了永久纪念他，在延安成立了鲁迅图书馆，在延长开办了鲁迅师范学校，使后来的人们可以想见他的伟大。”
1938年3月日军从黄河东岸猛烈炮轰边区宋家川、反复轰炸延安街区，河防吃紧。延长县城离黄河很近。陕甘宁边区教育厅决定鲁迅师范疏散至关中地委在地新正县阳坡头马家堡村（今属旬邑县职田镇）。师生徒步行军近十天，于4月1日抵达。第二任校长林迪生。教务主任是马肖云，训育主任是刘端棻，师范班班主任李一纯。1939年7月，陕甘宁边区教育厅决定鲁师迁安塞县吊儿沟，与陕甘宁边区中学合并，在延安成立陕甘宁边区师范学校，即边区第一师范学校。教育厅厅长周扬兼任边区师范校长，董纯才为副校长，继任校长为董纯才、彭黔生、刘端棻。至此，鲁师在马家堡办学一年零四个月，毕业和中途分配工作学生1093人。

## 鲁师校歌
成仿吾作词、吕骥作曲：

救救孩子的呼声喊在二十年前

教育孩子的责任落在我们双肩

我们鲁迅师范的青年

敌人的枪火响在黄河边

战士们战斗在前线

我们要艰苦学习、艰苦锻炼

才能有丰富的奶汁去哺育孩子们
他们是我们民族的明天